# Marikka Laszlo
Marikka Laszlo (⚭ Marikka Dommermuth) ist eine ehemalige deutsche Fußballspielerin.

## Karriere
Laszlo begann beim Bad Camberger Stadtteilverein SC Dombach mit dem Fußballspielen und gelangte im Verlauf ihrer Karriere zur 1984 gegründeten Frauenfußballabteilung des VfR 07 Limburg. 1988 nach Ruppach-Goldhausen, einer Ortsgemeinde im Westerwaldkreis gelangt, spielte sie fortan und bis Juni 1993 für den dort ansässigen TuS Ahrbach als Torhüterin. 1991/92 und 1992/93 spielte sie für ihren Verein in der Gruppe Süd der seinerzeit zweigleisigen Bundesliga.
Zu den größten Erfolgen, die sie mit dem Verein erlebte, gehörte das Erreichen des Halbfinales im Vereinspokal-Wettbewerb, das beim FSV Frankfurt mit 0:4 verloren wurde, und das Erreichen des Finales um die Deutsche Meisterschaft. Im Mons-Tabor-Stadion von Montabaur wurde die am 8. Juli 1989 vor 6.000 Zuschauern gegen die SSG 09 Bergisch Gladbach ausgetragene Begegnung mit 0:2 verloren. Obwohl die Torhüterposition mit Marion Isbert besetzt war, kam sie dennoch zum Einsatz – als Feldspielerin ersetzte sie ab der 62. Minute die bereits verwarnte Gundula Schilf auf der Abwehrposition. 
Nach Bad Camberg zurückgekehrt, beendete sie später beim SC Dombach ihre Spielerkarriere.

## Erfolge
- Aufstieg in die Bundesliga Süd 1991
- Finalist Deutsche Meisterschaft 1989
- DFB-Pokal-Halbfinalist 1989
- Rheinlandmeister 1989
- Rheinlandpokal-Sieger 1989